# Trieur

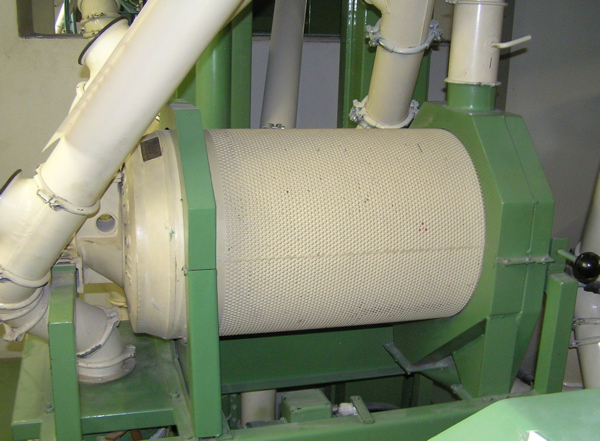
Manteltrieur

De trieur is een apparaat voor de schoning van graan. Alle graankorrels, maar ook onkruidzaden, die op lengte of vorm van elkaar verschillen kunnen met een trieur gescheiden worden. De trieur bestaat uit een liggende, draaiende trommel met uitsparingen (kuiltjes) in de wand. In de uitsparingen passen precies de gewenste korrels, waardoor deze korrels bij het ronddraaien langzaam naar het eind van de trommel gaan. De kleinere korrels gaan verder omhoog en vallen vervolgens in een binnin de trommel geplaatste afvalbak. De draaisnelheid van de trommel kan aangepast worden aan de te schonen partij en het gewenste resultaat.
Er zijn twee verschillende constructies:
- de manteltrieur (in korenmolens het meest gebruikt)
- de schijventrieur

Al naargelang de samenstelling van het te schonen graanmengsel onderscheidt men een:
- rondzadige trieur,
- langzadige trieur en een
- nalezer voor het verder schonen van de partij.

## Gebruik
De trieur wordt gebruikt bij de schoning van zaadgoed en te malen consumptiegraan in een korenmolen. De trieur scheidt op korrelgrootte en - vorm. Met de rondzadige trieur worden korte, ronde (bijvoorbeeld onkruidzaden) of gebroken korrels verwijderd. Met de langzadige trieur worden de langste korrels verwijderd, bijvoorbeeld wilde haver uit gewone tarwe.
In moderne maalderijen worden dikwijls verschillende trieuren achter elkaar geplaatst voor het zover mogelijk opschonen van de partijen.